# 4078 Polakis
4078 Polakis (1983 AC) là một tiểu hành tinh vành đai chính được phát hiện ngày 9 tháng 1 năm 1983 bởi B. A. Skiff ở Flagstaff.